# تيري موتينهو
تيري موتينهو (26 فبراير 1991 بجنيف في سويسرا - ) هو لاعب كرة قدم سويسري في مركز الوسط. شارك مع منتخب سويسرا تحت 17 سنة لكرة القدم ومنتخب سويسرا تحت 19 سنة لكرة القدم ومنتخب البرتغال تحت 20 سنة لكرة القدم. أما مع النوادي، فقد لعب مع إتويل كاروغ وريال مايوركا ونادي ألباسيتي ونادي بطليوس ونادي تينيريفي ونادي سيرفيت.

## وصلات خارجية
- تيري موتينهو على موقع الاتحاد الأوربي (الإنجليزية)
- تيري موتينهو على موقع قاعدة بيانات كرة القدم.إي يو (الإنجليزية)
- تيري موتينهو على موقع Soccerway.com (الإنجليزية)
- تيري موتينهو على موقع عالم كرة القدم.نت (الإنجليزية)
- تيري موتينهو على موقع AS.com (الإسبانية)